# هیئت هوانوردی غیرنظامی
هیئت هوانوردی غیرنظامی ( CAB ) آژانسی از دولت فدرال ایالات متحده بود که در سال 1940 از انشعاب سازمان هوانوردی غیرنظامی  تشکیل و در سال 1985 منحل شد. این سازمان خدمات هوانوردی (از جمله خدمات خطوط هوایی مسافربری برنامه‌ریزی‌شده  ) را تنظیم می‌کرد و تا زمان تأسیس هیئت ملی ایمنی حمل و نقل در سال 1967، تحقیقات مربوط به حوادث هوایی را انجام می‌داد. دفتر مرکزی این آژانس در واشنگتن دی سی قرار داشت.
اختیار هیئت هوانوردی غیرنظامی برای تنظیم خطوط هوایی توسط قانون هوانوردی غیرنظامی سال ۱۹۳۸ تعیین شد. قانون ۱۹۳۸ توسط قانون هوانوردی فدرال سال ۱۹۵۸ اصلاح شد، اما تأثیر اصلی آن تأسیس آژانس هوانوردی فدرال (FAA) بود که در میان سایر موارد، عملیات و ایمنی خطوط هوایی را تنظیم می‌کرد (همانطور که هنوز هم انجام می‌دهد). قانون وزارت حمل و نقل سال ۱۹۶۶ که وزارت حمل و نقل ایالات متحده (DOT) را تأسیس کرد، تأثیر بیشتری بر هیئت هوانوردی غیرنظامی داشت. قانون سال ۱۹۶۶، هیئت ملی ایمنی حمل و نقل (NTSB) را به عنوان بخشی از DOT تأسیس کرد که وظیفه ایمنی هیئت هوانوردی غیرنظامی را که وظیفه بررسی اکثر حوادث هواپیمایی را بر عهده داشت، جذب کرد. برخلاف FAA که (به اداره هوانوردی فدرال تغییر نام داد) در قانون سال ۱۹۶۶ بخشی از وزارت ترابری ایالات متحده آمریکا شد، هیئت هوانوردی غیرنظامی یک آژانس دولتی مستقل باقی ماند. 